# 特拉赫特山
77°17′S 166°25′E / 77.283°S 166.417°E
特拉赫特山是南極洲的山峰，位於羅斯島，處於舍爾冰川以南，海拔高度470米，由新西蘭的探險隊繪入地圖和命名，現時由南極條約體系管理。